# Johannes Palmberg
Johannes Palmberg, född omkring 1640 i Råby, död 1691 i Turinge, var en svensk botaniker, präst och läkare. Han är idag mest känd för sitt verk Serta Florea Svecana eller den Swenske Örtekrantz, en flora med alfabetiskt ordnade bilder av de 150 vanligaste träd och örtslagen och beskrivningar av deras användning för medicinska ändamål.

## Biografi

### Uppväxt och verksamhet
Johannes Palmberg föddes på prästgården i Råby i Södermanland, där hans far Olof Bononis Palmberg var komminister. Han studerade medicin vid Kungliga Akademien i Åbo mellan 1663 och 1668. Han var elev till professorn Daniel Achrelius och arbetade även som de facto stadsläkare i Åbo. 
Han utsågs till medicine och physicae lektor vid Strängnäs gymnasium 1674 efter en infekterad utnämningsstrid där Karl XI gav Palmberg stöd.
År 1676 prästvigdes han. Han var rektor vid Strängnäs gymnasium 1678 och 1684.
Palmberg utgav 1684 med kungligt privilegium det botaniska översiktsverket Serta Florea Svecana eller den Swenske Örtekrantz med beskrivningar av träd och örter med utförliga instruktioner för deras användning. 
År 1688 blev han kyrkoherde i Turinge efter förord av greve Erik Dahlbergh.

### Folkbildaren
Palmberg utgav även ett antal populärvetenskapliga skrifter på svenska som bands in i almanackorna för 1670-1672 med rekommendationer baserade på hippokratisk medicin. Bruket av medicinska örter som exempelvis camilleblomster, ingefära, valeriana, malört och järnört beskrivs liksom användandet av koppning, åderlåtning och annan purgering. I dessa utfärdade han också kraftfulla varningar mot kvacksalveri och medicinska astrologiska spådomar.

### Vetenskapsmannen
Palmberg utgav 1671 en avhandling i tjugo teser skriven på latin om skörbjugg - Exercitatiomedica brevissimam Scorbuti delineationem exhibeus. Det var dock med sin flora, Swenske Örtekrantz, som Palmberg lämnade sitt viktigaste bidrag till naturvetenskaperna. Denna användes i Sverige som lärobok i botanik i sextio år innan den ersattes av Carl von Linnés Flora Svecica 1745 och beskriver utförligt träd och örter samt deras användning framförallt för medicinska ändamål. Den ersatte Arvid Månssons år 1628 utgivna "Örtabok" och var källan till Linnés första botaniska vetande. Örtekrantzen gavs ut i tre upplagor, den sista så sent som 1738.

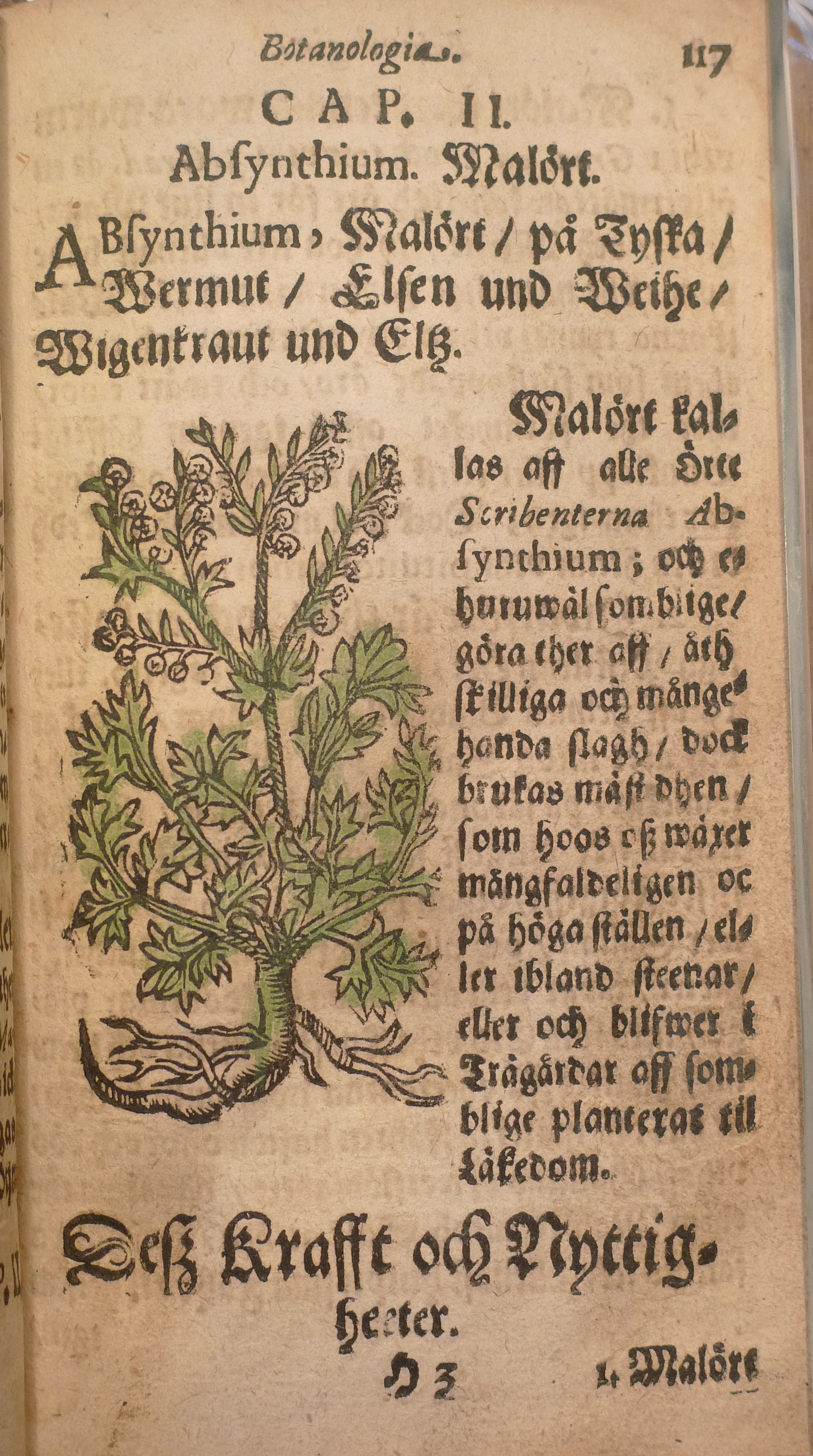
Ur Swenske Örtekrantz - Malört

## Publikationer
- Serta Florea Svecana eller Swenske Örtekrantz (1684).
- Exercitatiomedica brevissimam Scorbuti delineationem exhibeus  (1671)
- Sundheetzskötsel för gemeent folk – populärvetenskaplig medicinsk uppsats utgiven 1670 behandlar diagnostik och behandling av mångahanda sjukdomar.
- Johannis Palmbergs Sundheetzskötzels Continuation utgavs 1671 och behandlar bruket av åderlåtning för medicinska ändamål.
- Johannis Palmbergs Sundheetzskötzels Continuation : Ett litet husapotek, huruledes man skall sköta och akta sin hälsa då man icke kan träffa eller ha tid att besöka andre förfarne läkare (1672)